# Roofman
Roofman ist ein Kriminalfilm von Derek Cianfrance. Der Film mit Channing Tatum, Kirsten Dunst, Ben Mendelsohn, LaKeith Stanfield, Juno Temple, Melonie Diaz, Uzo Aduba, Lily Collias, Jimmy O. Yang und Peter Dinklage basiert auf einer wahren Kriminalgeschichte und soll im September 2025 beim Toronto International Film Festival seine Premiere feiern. Anfang Oktober 2025 soll er in die US-amerikanischen Kinos kommen. Der Kinostart in Deutschland ist Ende November 2025 geplant.

## Handlung
Jeffrey Manchester, ein ehemaliger Offizier der Reserve der US-Armee, befindet sich in Finanznöten. Daher raubt er McDonald’s-Restaurants aus, indem er auf die Dächer steigt und Löcher in die Decke schneidet. Im Volksmund ist er daher als „Roofman“ bekannt. Jeffrey hält sich in einer Hohlwand in einer Filiale von Toys “R” Us versteckt.

## Biografisches
Roofman ist von einer wahren Kriminalgeschichte inspiriert. Der ehemalige Soldat Jeffrey Manchester hatte Ende der 1990er Jahre damit begonnen, McDonald’s-Filialen in den gesamten Vereinigten Staaten auszurauben. Insgesamt war Manchester für 40 bis 60 Raubüberfälle im ganzen Land verantwortlich. Er lebte in dieser Zeit unentdeckt in einem Toys-“R”-Us-Geschäft in Charlotte, wo er sich von Kindersnacks und Babynahrung ernährte und nachts, wenn der Laden geschlossen war, Sport machte, indem er mit dem Fahrrad durch die Ladengänge fuhr.

## Produktion

### Filmstab, Besetzung und Dreharbeiten
Regie führt Derek Cianfrance, der gemeinsam mit Kirt Gunn auch das Drehbuch schrieb. Bekannt ist Cianfrance vor allem für seine Filme Blue Valentine und The Place Beyond the Pines. Bereits für diese Filme arbeitete der Regisseur mit Filmeditor Ron Patane zusammen.
Channing Tatum spielt Jeffrey Manchester. In einer weiteren Hauptrolle ist Kirsten Dunst als Leigh Wainscott zu sehen. Auch Peter Dinklage findet sich auf der Besetzungsliste. Er spielt den Geschäftsführer der  Toys-“R”-Us-Filiale, in der Jeffrey lebt. Das Casting übernahm John Williams.
Die Dreharbeiten fanden von Oktober bis Dezember 2024 in Charlotte in North Carolina statt. Mit Kameramann Andrij Parekh arbeitete Cianfrance bereits für seinen Film Blue Valentine zusammen.

### Filmmusik, Marketing und Veröffentlichung
Die Filmmusik komponierte Christopher Bear, der zuletzt für die Filme The Passenger von Carter Smith
und Past Lives – In einem anderen Leben von Celine Song und die Fernsehserie Adults tätig war.
Ende Juni 2025 wurden erstes Bildmaterial und ein erster Trailer vorgestellt. Die Premiere des Films ist am 6. September 2025 beim Toronto International Film Festival geplant. Am 3. Oktober 2025 soll der Film in die US-Kinos kommen. In Deutschland ist der Kinostart am 27. November 2025 geplant.